# Bitwa o Odžak
Bitwa o Odžak (chorw. Bitka za Odžak) – starcie zbrojne stoczone w dniach od 19 kwietnia do 25 maja 1945 roku pomiędzy formacjami zbrojnymi ustaszy, które nie zdążyły wycofać się do Zagrzebia, a oddziałami armii jugosłowiańskiej w Podvučijaku, rejonie miasta Odžak w północnej Bośni. Końcowa faza walk w Podvučijaku miała miejsce podczas operacji o kryptonimie „Vlaška Mala” (22–25 maja) i zakończyła się likwidacją okrążonego zgrupowania ustaszów niemal dwa tygodnie po kapitulacji chorwackich sił zbrojnych pod Bleiburgiem. Wiele szczegółów tych wydarzeń pozostaje nieznanych do dziś.
Starcie to często jest uznawane za ostatnią bitwę II wojny światowej w Europie, zakończoną 17 dni po kapitulacji III Rzeszy 8 maja.

## Miejsce bitwy
Odžak położony jest na lewym brzegu rzeki Bośni u zbiegu z rzeką Sawą w płaskim trójkącie o powierzchni 205 km², zamknięty od wschodu i południowego wschodu przez Bośnię, od północy przez Sawę, a od zachodu przez górę Vučijak. W związku z tym obszar ten często określa się jako Podvučijak. Po upadku Jugosławii w kwietniu 1941 roku, Podvučijak znalazł się na terytorium Niepodległego Państwa Chorwackiego (NDH). Przytłaczającą większość ludności regionu w przededniu wybuchu wojny stanowili Chorwaci (13 277 osób). Podvučijak miał ważne znaczenie militarne w końcowym okresie wojny, gdyż przebiegała tu trasa odwrotu niemieckiej Grupy Armii „E” z Grecji przez doliny rzek Bośni i Ukriny i 50 km na wschód była południową flanką Frontu Sremskiego. W kwietniu 1945 roku obszar północno-wschodniej Bośni znalazł się w obszarze odpowiedzialności 14 Korpusu Serbskiego Narodowej Armii Wyzwolenia Jugosławii, a w maju – 3 Korpusu Bośniackiego 2 Armii.

## Tło
W kwietniu 1945 roku II wojna światowa w Europie dobiegała końca. Armia Czerwona nacierała przez Austrię, a alianci przez północne Włochy. W ten sposób siły koalicji antyhitlerowskiej zagroziły odcięciem wojsk niemieckich oraz ich chorwackich i słoweńskich sojuszników w NDH od głównych sił w Rzeszy. W tym samym czasie, na południowym skrzydle frontu wschodniego, armia jugosłowiańska 6 kwietnia zajęła Sarajewo, drugie co do wielkości miasto NDH. W dniach 12–13 kwietnia przedarła się przez obronę na Froncie Sremskim i rozpoczęła ofensywę w kierunku Zagrzebia, Słowenii i granicy austriackiej. Pod naciskiem armii jugosłowiańskiej, w ostatnich dwóch tygodniach wojny plany oraz działania dowództwa Grupy Armii „E” zostały podporządkowane tylko jednemu celowi: wycofaniu jak największej liczby swoich żołnierzy do Austrii w celu poddania się zachodnim aliantom i uniknięcia niewoli sowieckiej lub jugosłowiańskiej.
Po opuszczeniu Sarajewa oddziały niemiecko-chorwacko-słoweńskie z XXI Górskiego Korpusu Armijnego w północnej Bośni pospiesznie wycofały się przez za Sawę przez Doboj i Derventę. W związku z tym główne uderzenie jugosłowiańskiej 2 Armii zostało wyprowadzone na zachód od Podvučijaka w kierunku Doboju, ważnego węzła kolejowego na drodze do Chorwacji. 25 Dywizja Serbska 14 Korpusu Serbskiego ruszyła bezpośrednio do Podvučijaka, zdobywając 13 kwietnia w północno-wschodniej części Posawia linię Lukavac – Gradacac – Modrica – Bosanski Šamac. Teraz musiała zająć lewy brzeg rzek Bośni i Podvučijak. W miarę zbliżania się armii jugosłowiańskiej formacje wojskowe ustaszów i chorwaccy uchodźcy, w obawie przed zachowaniem komunistycznej armii jugosłowiańskiej, wycofywali się za lewy brzeg rzeki Bośni do Podvučijaka. Aby zapewnić ewakuację uchodźców, część ustaszów nie posuwała się dalej w kierunku Zagrzebia, lecz została rozmieszczona wzdłuż linii obrony Podvučijaka. Po zajęciu przez partyzantów prawego brzegu rzeki Bośni formacje ustaszów z Podvučijaka pod dowództwem Petara Rajkovačicia wykonały otrzymany na początku kwietnia rozkaz wycofania się na zachód i rozpoczęły marsz przez Kadar. Próba odwrotu w dniach 19–22 kwietnia 1945 roku nie powiodła się, gdyż oddziały jugosłowiańskie zajęły 19 kwietnia Derventę, 20 kwietnia Slavonski Brod i 21 kwietnia Bosanski Brod, odcinając w ten sposób ustaszom przeprawę przez Sawę i zarazem drogę ucieczki do Zagrzebia. Znajdując się otoczeniu, ustasze pod komendą Rajkovačicia zdołali szybko obsadzić znaczną część porzuconych wcześniej fortyfikacji Podvučijaka.

## Charakterystyka obrony Podvučijaka i siły przeciwników
Od połowy 1943 roku stopniowo tworzono obronę Podvučijaka, której celem było zabezpieczenie miasta przed atakami partyzantów i czetników. System fortyfikacji składał się z rowów strzeleckich, okopów, tuneli, bunkrów i schronów z ochronnym pokryciem z drewna i ziemi. Wewnątrz obrona była zorganizowana według układu grupowego z punktami umocnionymi i węzłami tworzącymi wysuniętą do przodu linię Novi Grad – Donji Brezik – Vlaška Mala – Odžak – Mrka Ada. Każda wioska została dodatkowo ufortyfikowana, a w szczelinach zbudowano stanowiska strzeleckie i gniazda karabinów maszynowych. Najbardziej ufortyfikowane były Vlaška Mala, Dubica i Prud. We Vlašce Malej duży, dwupiętrowy żelbetowy bunkier był chroniony trzema rzędami drutu kolczastego. W ufortyfikowanym budynku szkoły umiejscowiono stanowisko dowodzenia obroną. Od 1943 roku wszystkie linie obronne były stale wzmacniane i dodawano nowe. W ten sposób utworzono w Podvučijaku elastyczną obronę, umożliwiającą szybkie manewrowanie siłami i wysoką gotowość bojową.
Według historyków Stipo Pilicia i Blanki Matkovicia liczebność personelu formacji ustaszów w pierwszej fazie walk o Podvučijak w źródłach jugosłowiańskich określana jest od 3500 do 4000 osób. Uważają oni jednak, że najbardziej prawdopodobna liczba to około 3000. Część ustaszów zdecydowała się nie podejmować walki i na własną rękę wyrwać się z okrążenia armii jugosłowiańskiej.
Liczebność sił biorących udział w operacji przeciwko ustaszom w Podvučijaku nie została dokładnie ustalona. Według portalu Vojska.net pod koniec wojny większość jednostek była wyczerpana długimi walkami, a dostępnych rezerw było niewiele lub nie było ich wcale. Przeciętnie wielkość brygady partyzanckiej wahała się wtedy od 1000 do 1500 osób. Na tej podstawie liczbę 3–4 brygad biorących udział w pierwszej fazie działań przeciwko Podvučijakowi oszacowano na 4000–5000 ludzi, przy słabym wsparciu artyleryjskim i całkowitym braku czołgów. 27 Dywizja Wschodniobośniacka, która zastąpiła 25 Dywizję Serbską, liczyła średnio około 3000 żołnierzy w trzech brygadach. Siły te nie wystarczyły, aby zniszczyć okopanego wroga o podobnej sile. W drugiej fazie walk – operacji Vlaška Mala – główną rolę przydzielono 27. i 53 Centralnej Dywizji Bośniackiej, które liczyły około 4000 ludzi.

## Przebieg walk

### 19–28 kwietnia 1945
Operacja eliminacji zgrupowania ustaszy w Podvučijaku rozpoczęła się z zamiarem stosunkowo łatwego zajęcia terenu i oczyszczenia go z niedobitków pokonanych formacji wroga, lecz stopniowo przerodziła się w długotrwałą, krwawą bitwę na dużą skalę. W pierwszym etapie zadanie zdobycia Podvučijaka realizowała 25 Dywizja Serbska, składająca się z 16., 18. i 19 Brygady Serbskiej. 23 kwietnia dołączyła do nich 16 Brygada Muzułmańska z 27 Dywizji Wschodniobośniackiej 3 Korpusu Bośniackiego.
W pierwszym ataku 16 Brygada Serbska zajęła bez walki wsie Dugo-Pole, Podnovle, Dobra-Voda, Klakar i Vinska oraz dotarła do wsi Liesce nad rzeką Sawą i zeszła dalej w dół rzeki, zdobywając dominujące nad okolicą wzniesienie – górę Kadar. 19 Brygada Serbska przekroczyła rzekę Bośnię na północ i zajęła także Dobor, Jakeš, Pečnik, Gnionicę i Lipę, a następnie udała się do Srnavy, Potočani i zajęła Odžak. W wyniku tych działań przestrzeń kontrolowana przez ustaszy uległa znacznemu zmniejszeniu. W tej sytuacji obrońcy przeprowadzili 23 kwietnia kontratak z Vlaškiej Malej i Novego Gradu, który odbił Odžak, Gnionicę i Lipę. Podczas kontrataku 18 Brygada Serbska znalazła się w trudnej sytuacji. Jej 1. batalion pod naciskiem wroga opuścił swoje pozycje bez rozkazów. W rezultacie ustaszom udało się odciąć 2. batalion. Podczas ucieczki partyzanci, oprócz strat ludzkich, utracili baterię artylerii w sile 4 dział, 3 moździerzy i inny sprzęt.
W kolejnych dniach doszło do zaciętych walk, w których 25 Dywizja Serbska próbowała odbić to, co utraciła, lecz jej wysiłki doprowadziły jedynie do kolejnych strat w ludziach i broni. Włączenie 16 Brygady Muzułmańskiej do operacji 23 kwietnia nie zmieniło sytuacji na polu walki, lecz zwiększyło straty obu stron. W związku z tym sztab generalny armii jugosłowiańskiej podjął decyzję o przekierowaniu 25 Dywizji Serbskiej do wykonywania innych zadań. W Podvučijaku pozostawiono 16 Brygadę Muzułmańską, a dowodzenie operacją 28 kwietnia powierzono dowództwu 27 Dywizji Wschodniobośniackiej. Od tego dnia na obszarze zapanował względny spokój i aż do początków maja trwało przegrupowanie sił partyzanckich. Oddziały 25 Dywizji Serbskiej udały się na zachód, a pozycje w Podvučijaku zajęła 19 Brygada Birczańska, a następnie 20 Brygada Romanijska z 27 Dywizji, rozmieszczona na prawym brzegu rzeki Bośni.
30 kwietnia naczelny dowódca marszałek Josip Broz Tito nakazał dowództwu 3 Korpusu Bośniackiego oczyszczenie jego obszaru odpowiedzialności z frakcji czetników i ustaszy. Jak wynika z ustaleń autorów monografii 53 Centralnej Dywizji Bośniackiej, korpus nie dysponował wystarczającymi siłami, aby przeprowadzić jednoczesne działania mające na celu wyeliminowanie obu przeciwników. Postanowiono najpierw zniszczyć czetników i zablokować grupę ustaszów otoczoną mniejszymi siłami w sektorze Vlaški Malej. Biorąc to pod uwagę, 1 maja dowództwo 3 Korpusu wydało rozkaz zablokowania ustaszy siłami 16. i 19 Brygady 27 dywizji, a także 14 Brygady 53 Dywizji i w miarę możliwości, zaatakowania okrążonego wroga.

### 3–25 maja 1945
3 maja wznowiono walki z nową energią. Nasilił się nacisk na obronę ustaszów od południa, z osad Modrica i Jakeš, a także z prawego brzegu rzeki Bośni. Obie strony poniosły straty. Wieczorem 4 maja oddziały partyzanckie zintensyfikowały swoje ataki, lecz po zajęciu kilku punktów obronnych zostały kontratakowane przez ustaszów i wycofały się na pozycje wyjściowe. 5 maja strona jugosłowiańska zaczęła reorganizować i uzupełniać swoje szeregi, głównie byłymi czetnikami i Słoweńcami z Domobrany, którzy zmienili stronę frontu. 8 maja do walki z ustaszami włączyła się 14 Centralna Brygada Bośniacka, a dowodzenie nad operacją przejęło dowództwo 53 Centralnej Dywizji Bośniackiej 3 Korpusu Bośniackiego. Pozycje po prawej stronie Bośni zajmowała 20 Brygada Romanijska, oddział Posavsko-Trebava i jeden batalion Jugosłowiańskiego Korpusu Obrony Ludowej (KNOJ). Lewy brzeg Sawy został zablokowany przez brygadę chorwackiej dywizji KNOJ w celu powstrzymania ewentualnej próby przebicia się ustaszy na północ. W tym okresie na obszarze znów zapanowała cisza, która trwała do 22 maja.
15 maja dowództwo 3 Korpusu Bośniackiego wydało rozkaz ostatecznego zniszczenia sił ustaszy w Podvučijaku. W operacji o kryptonimie Vlaška Mala zaplanowanej na 22 maja, zgodnie z rozkazem sztabu generalnego, brały udział siły 421 Pułku Lotnictwa Szturmowego z 42 Dywizji Lotnictwa Szturmowego, przeniesione w tym celu na lotnisko w Laćaraku. 19 maja 1945 roku w rejon działań przybyła 18 Centralna Brygada Bośniacka wraz z posiłkami artylerii i czołgami. W okresie od 15 do 21 maja wojska jugosłowiańskie przeprowadziły ataki pozorowane, mające na celu rozpoznanie wroga i przygotowanie do ostatecznego ataku.
22 maja jako pierwsza uderzyła 18 Brygada 53 Centralnej Dywizji Bośniackiej. Zajęła Svilaj, a następnie Novi Grad, gdzie pojmała 64 ustaszy. 14 Brygada tej samej dywizji zaatakowała w kierunku Vlaškiej Malej. Następnie 23 maja okupowane terytorium zostało oczyszczone. Tego samego dnia rozpoczęło działalność lotnictwo i, według Pilicia, batalion artylerii 53 Dywizji. Dokonywano ataków powietrznych na siły przeciwnika, punkty umocnione i stanowiska łączności za pomocą bomb i rakiet, a także ognia z karabinów maszynowych. Słaby ogień przeciwlotniczy z ziemi pozwolił samolotom przez długi czas pozostawać nad celami i wykorzystywać najbardziej odpowiednie manewry do ataków. Najbardziej zmasowane ataki powietrzne, zdaniem Pilicia i Matkovicia, miały miejsce najprawdopodobniej 24 maja, kiedy w ciągu dnia przeprowadzono ataki na główne bastiony chorwackiej obrony w Odžaku, Vlašce Malej, Dubicy, Mrce Adzie, Balegovacu i Prudzie. Pierwszego dnia dowódca obrony Petar Rajkovačić został ranny. Mimo to pozostał w służbie, chodząc o kulach. Użycie lotnictwa, artylerii i czołgów miało poważny wpływ psychologiczny na obrońców w południowym sektorze, z których większość pochodziła z Garevaca. Ludność pozostająca po drugiej stronie rzeki Bośni namówiła ich do poddania się, obiecując, że nic złego ich nie spotka. Około 500 osób poddało się dobrowolnie i po złożeniu broni umieszczono ich w przygotowanych wcześniej stajniach w Garevacu. Następnie wszystkie zostały spalone wraz z ludźmi w środku.
Późnym wieczorem 24 maja oddziały 19 Brygady Birczańskiej 27 Dywizji, wspierane przez 20 Brygadę Romanijską, zaatakowały i po dwugodzinnej walce zajęły Odžak, najbardziej wysuniętą na południe twierdzę Podvučijaka. Wykorzystała to 16 Brygada Muzułmańska, omijając Vlaškę Malą od południa i zajmując dogodną pozycję, co zawęziło pole manewru ustaszów. Tej samej nocy partyzanci jugosłowiańscy, prawdopodobnie z brygady KNOJ, przekroczyli rzekę Bośnię w rejonie Bosanskiego Šamaca i zaatakowali jedną z głównych fortyfikacji Podvučijaka, Prud. Jednocześnie wymordowano 72 rannych ustaszów i czterech znajdujących się w szpitalu sanitariuszy.
Według źródeł jugosłowiańskich walki w Podvučijaku zakończyły się 25 maja 1945 roku. Jednak zgodnie z wnioskami Pilicia i Matkovicia oddziały partyzanckie nadal musiały zdobywać Balegovac, Dubicę, Vlaškę Malą i Mrkę Adę. Dlatego też historycy ci uważają, że walki w rejonie Odžaku najprawdopodobniej zakończyły się w dniach 27 lub 28 maja 1945 roku. W końcowej fazie operacji Vlaška Mala niewielkim oddziałom ustaszów udało się wyrwać z okrążenia wraz z Petarem Rajkovačićiem i jego partnerką. Ich dalszy los nie został dotąd ustalony.

## Skutki
Zgrupowanie ustaszów otoczone w Podvučijaku zostało praktycznie zniszczone. Ze względu na niedostatek zachowanych dokumentów brak jest dokładnych danych na temat strat obu stron w walkach, które z przerwami trwały od 19 kwietnia do 25 maja i przypuszczalnie do 27–28 maja 1945 roku. Według historyka Gaja Trifkovicia całkowite straty trzech dywizji jugosłowiańskich można oszacować na około 430 zabitych i zaginionych oraz 1123 rannych. Trifković zauważa, że pod koniec bitwy co najmniej 562 obrońców Odžaku zostało schwytanych. W jego ocenie można wierzyć relacjom naocznych świadków, z których wynika, że jeńcy zostali rozstrzelani już kilka dni po ich pojmaniu. Jak zauważają historycy Pilić i Matković, części ustaszów udało się uciec, wyrywając się z okrążenia, lecz ich dalsze losy są nieznane. Za ich słowami, wiele szczegółów „ostatniej bitwy II wojny światowej na ziemi europejskiej wciąż pozostaje tajemnicą”.

## Pamięć
25 maja 2018 roku we wsi Posavska Mahala (dawniej Vlaška Mala), przy udziale członka Prezydium Bośni i Hercegowiny Dragana Čovicia, został otwarty Park Pamięci Ofiar II Wojny Światowej i Okresu Powojennego w rejonie Odžaku i Podvučijaku. Na 14 marmurowych płytach pamiątkowych widnieją nazwiska 3404 Chorwatów zabitych i zaginionych w tej okolicy, jak wpisano na inskrypcji, „w miejscu, gdzie 25 maja 1945 roku zakończyła się II wojna światowa w Europie”.